# Chaszupse
Chaszupse (abch. Chaszpsy) – wieś w Gruzji (Abchazji), w regionie Gagra. W 2011 roku liczyła 271 mieszkańców.